# Грюнвальд, Бликкис
Йоханнес «Бликкис» Грюнвальд (африк. Johannes Blikkies Groenewald, род. 1952) — южноафриканский регбист и регбийный тренер, автор 12 различных книг по регбийным тренировкам и подготовке игроков. Действующий главный тренер регбийной команды университета Оклахомы.

## Биография

### Игровая карьера
Учился в Претории, выступал за разные регбийные команды, в том числе за команду «Педагогс» университета Претории. Играл в защите на позициях центра, винга и флай-хава. Во время одного из матчей за «Педагогс» его одноклубник по фамилии Раккер, занёсший две попытки, бежал с мячом к зачётной зоне с расчётом занести третью попытку, однако Грюнвальд неожиданно свалил Раккера. Грюнвальд объяснял это тем, что требовал от Раккера отдать ему пас, однако тот проигнорировал все его призывы. За это на Грюнвальда наорали и одноклубники, и даже судья.
Игровую карьеру продолжал в Претории, играя за университетскую команду, а также за команду сельскохозяйственной школы Моргензона. Последнюю игру в карьере провёл в возрасте 50 лет. 19 сентября 1999 года принял участие в матче на «Норт-Сидней-Овал» между сборными звёзд ЮАР и Австралии (так называемые приглашённые команды или «invitational teams»).

### Тренерская карьера
Тренерскую карьеру Грюнвальд начал ещё в 1974 году как тренер защитников. В 1987 году был помощником тренера команды Северного Трансвааля (U-20). В разное время был помощником тренеров клубов «Буллз», «Грифонс» и «Пумас». Издал около 12 различных книг по регбийным тренировкам и методике подготовки игроков: под его руководством были подготовлены более 30 тысяч регбийных тренеров разного масштаба, также с ним занимались более 400 тысяч регбистов за его игровую карьеру. Среди его известных подопечных был Виктор Мэтфилд, который в своей автобиографии «Виктор: Моё путешествие» (англ. Victor: My Journey) писал, что Грюнвальд учил игроков разным хитрым приёмам, в том числе и умению отдавать пас всего одной рукой.
В 2004 году Грюнвальд руководил клубом «Майти Элефантс» в розыгрыше Кубка Карри в Премьер-дивизионе (итоговое 5-е место). В том же году числился помощником главного тренера клуба «Буллз» Руди Жубера.
В марте 2005 года Бликкис Грюнвальд вошёл в тренерский штаб сборной России по регби-7, который возглавлял Николай Неруш: под руководством Неруша сборная выступила на чемпионате мира в Гонконге. В июле Грюнвальд стал тренером сборной и вывел команду в финал домашнего чемпионата Европы, однако потерпел с ней поражение в решающем матче.
В 2006 году Грюнвальд возглавил сборную России по регби-15, с которой участвовал в матчах в рамках учебно-тренировочного сбора в ЮАР в начале года и в нескольких играх Кубка европейских наций. Руководил командой также в отборочном цикле к чемпионату мира 2007 года. По словам Бликкиса, к моменту его приезда в России не было издано ни одной толковой книги по регби. Также он участвовал в подготовке национальной сборной по регби-7. В 2009 году он помогал сборной России готовиться на сборах в ЮАР к матчам против местных команд.
В 2010 году с командой «Такс» университета Претории Грюнвальд выиграл Кубок Карлтона. Некоторое время также руководил сборной Ботсваны, также работал на Гавайях. Организовывал мастер-классы и семинары для тренеров в Аргентине, Бельгии, Швейцарии и Замбии. Руководил второй сборной ЮАР.
В 2016—2017 годах Грюнвальд руководил сборной Польши, с которой участвовал в розыгрыше Трофея Регби Европы, а также курировал сборную по регби-7. В отставку ушёл 12 сентября 2017 года: команда под его руководством заняла только 4-е место.
В 2018 году числился главой ассоциации тренеров при команде «Блю Буллз» Кубка Карри.
В 2019 году стал тренером команды университета Оклахомы: под его руководством клуб не проиграл ни одного матча и готовился к игре против команды Техаса A&M из конференции Ред-Ривер в рамках первенства NAIA, когда турнир был остановлен из-за пандемии COVID-19. Грюнвальд ушёл на самоизоляцию в Претории в связи с этим.